# Mrs. Harris
Mrs. Harris ist eine von 1982 bis 1991 erschienene Fernsehfilmreihe.
Im Auftrag des Norddeutschen Rundfunks produzierten Karlheinz Brunnemann und Hans Redlbach mit ihrer Produktionsfirma zunächst vier Fernsehfilme nach Romanen von Paul Gallico. Für die letzten zwei Produktionen wurden neue Geschichten um die Titelheldin geschrieben. Inge Meysel erhielt die Hauptrolle.
Die Erstausstrahlung erfolgte in der ARD.

## Fernsehfilme
- 1982: Ein Kleid von Dior
- 1984: Freund mit Rolls-Royce
- 1987: Der geschmuggelte Henry
- 1987: Mrs. Harris fährt nach Moskau
- 1989: Mrs. Harris fährt nach Monte Carlo
- 1991: Mrs. Harris und der Heiratsschwindler